# Граф Корк

Герб графів Корк.

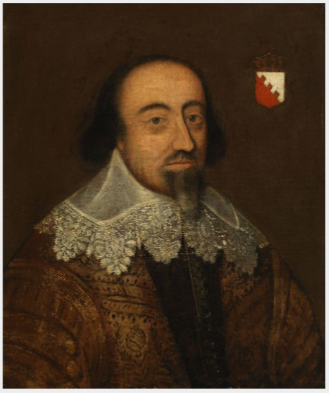
Річард Бойл – І граф Корк.

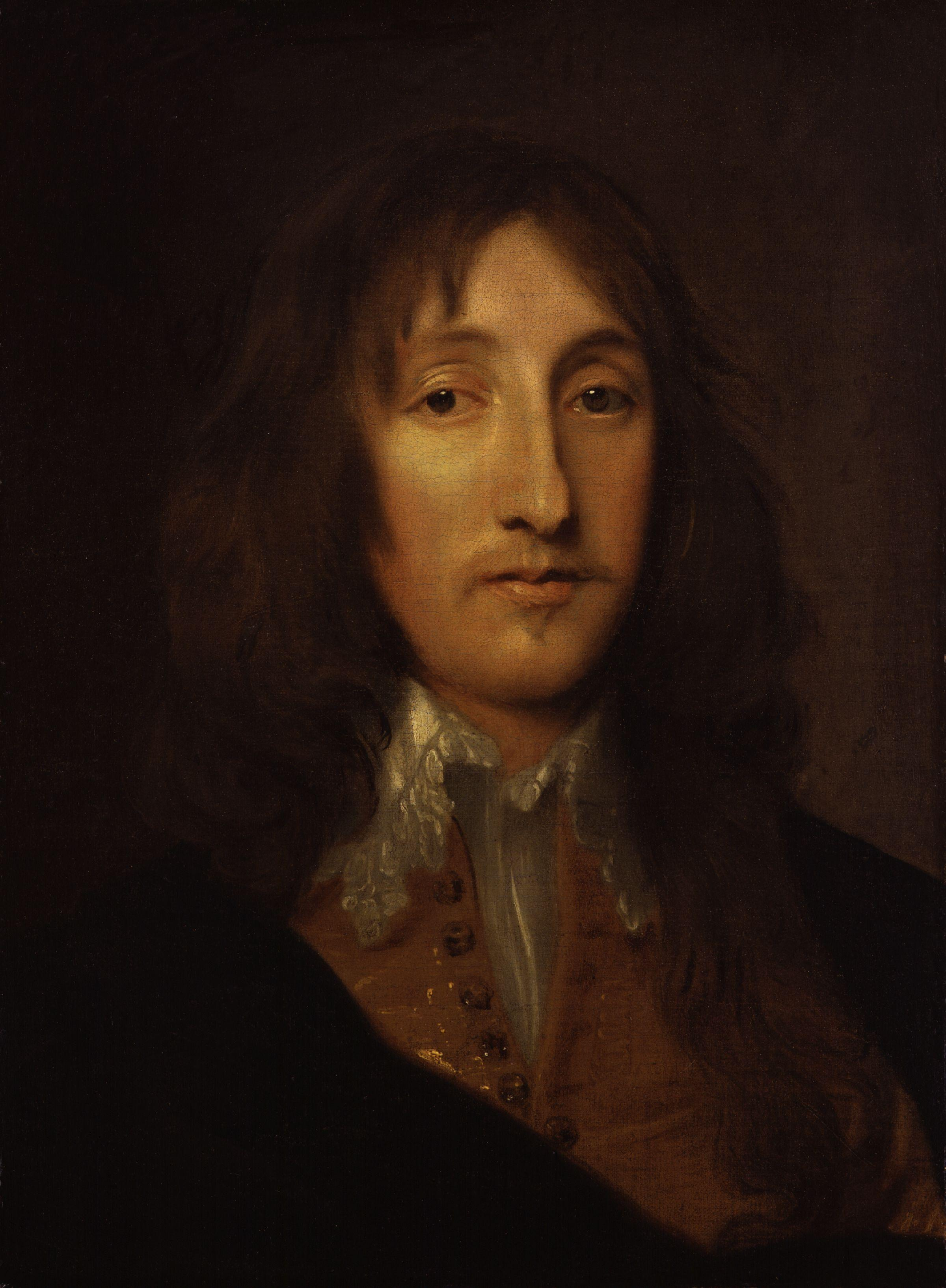
Річард Бойл – ІІ граф Корк.

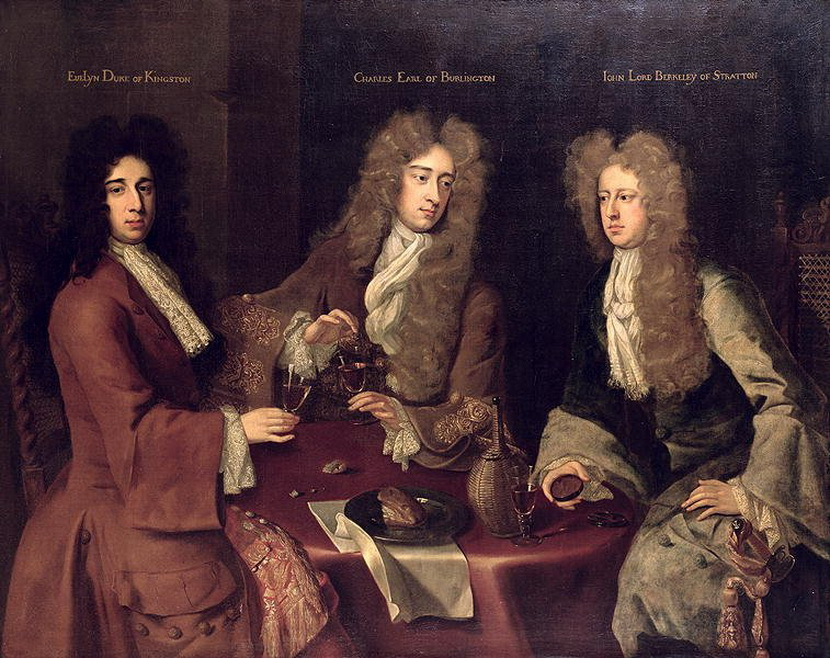
Чарльз Бойл – ІІІ граф Корк (в центрі).

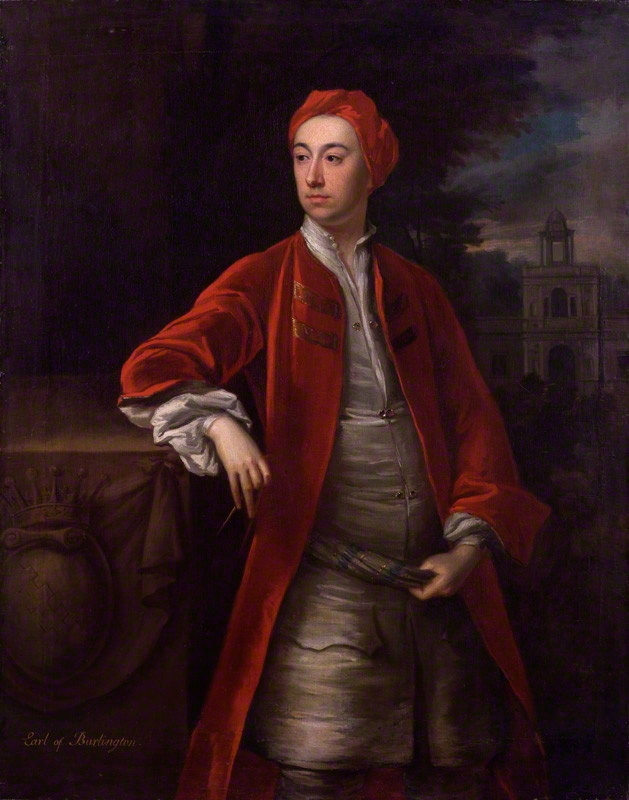
Річард Бойл – ІV граф Корк.

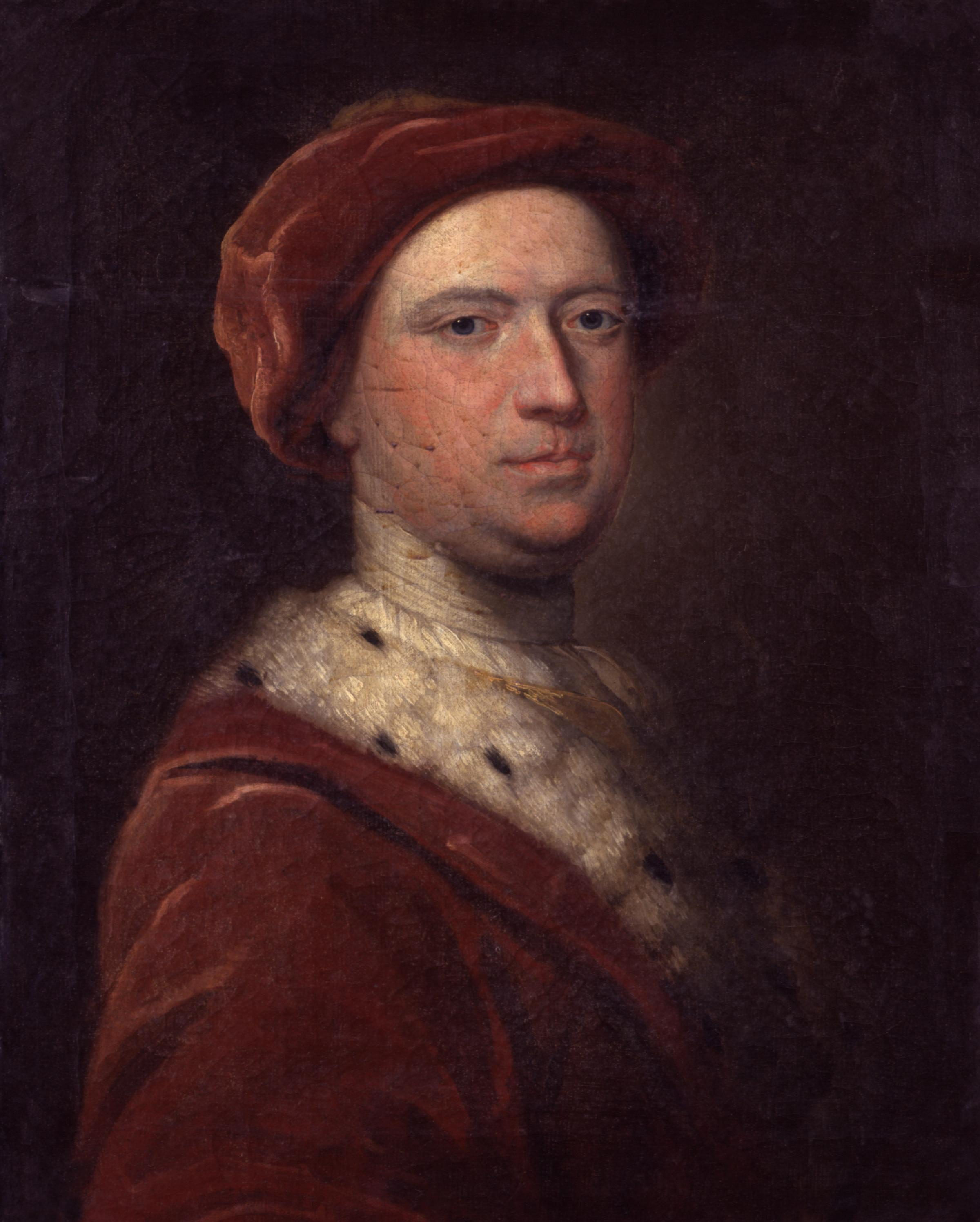
Джон Бойл – V граф Корк.

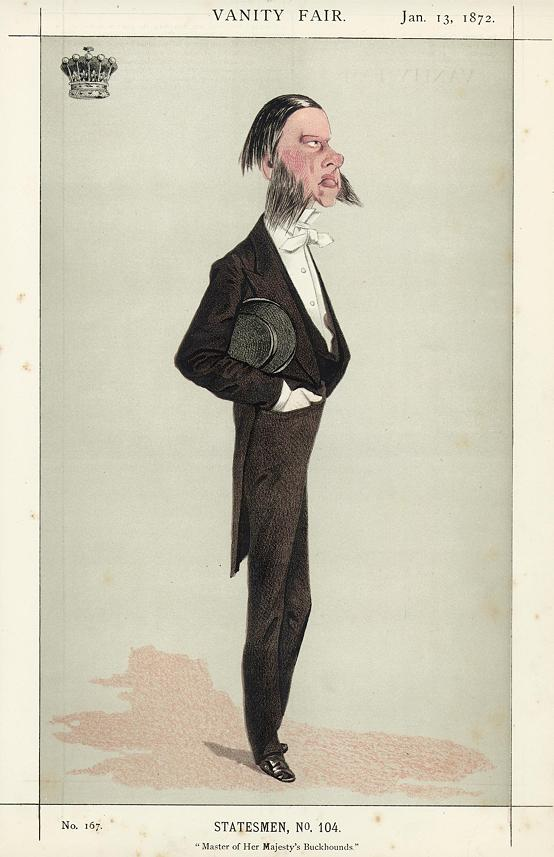
Річард Бойл – ІХ граф Корк. Карикатура «Майстер дикої природи Її Величності» з серії «Ярмарка марнославства». Худ. Адріано Чечоні. 1872.

Граф Корк (англ. - Earl of Cork) – аристократичний титул в перстві Ірландії. 

## Гасло графі Корк
God’s providence is mine inheritance – «Боже провидіння — це мій спадок» (англ.)

## Історія графів Корк
Титул граф Корк був створений в перстві Ірландії 1620 році для Річарда Бойла (Бойля) – І барона Бойл (Бойль). У 1616 році він вже отримав титул лорда Бойл, барона Югал, що в графстві Корк, отримав титул віконта Дангарван, що в графстві Вотерфорд. Всі ці титули були отримані в перстві Ірландії. З 1753 року графи Корк одночасно вважалися графами Оррері.  
Річард Бойл був відомий в свій час як «Великий граф». Він народився в Кентербері, Англія. У 1588 році він оселився в Ірландії, одружився з ірландською аристократкою і спадкоємицею значних спадків, придбав маєтки в графстві Корк. Він був відомим в Ірландії політиком. У 1631 – 1643 роках він служив лорд-скарбником Ірландії. Його третій син – сер Роджер Бойл отримав титул графа Оррері в 1660 році. 
Всі чотири сини І графа Корк стали відомими аристократами. Один із його синів – Роберт Бойл став відомим вченим, відомий в науці як першовідкривач закону Бойла, що стосується зменшення тиску газу при збільшенні його об’єму. 
Титул успадкував другий син Річарда Бойла – теж Річард Бойл, що став ІІ графом Корк. Старший син І графа Корк помер молодим. Річард Бойл – ІІ граф Корк успадкував від свого молодшого брата титул ІІ віконта Бойл з Кіналмікі. Він одружився з Елізабет Кліффорд – ІІ баронесою Кліффорд. У 1644 році він отримав титул барона Кліффорд з Лейнсборо, що в графстві Корк у перстві Англії. Потім він отримав посаду Верховного лорд-скарбника Ірландії та лорд-лейтенанта Вест-Райдінг, що в Йоркширі. У 1664 році він отримав титул графа Берлінгтон у перстві Англії. Його єдиний син і спадкоємець Чарльз Бойл – віконт Дангарван став депутатом Палати лордів на підставі того, що він отримав титул віконта як молодшого титулу його батька. Потім його обрали депутатом Палати громад парламенту Англії і представляв Тамворт та Йоркшир. У 1689 році він був викликаний в Палату лордів парламенту Англії з приводу успадкування титулу барона Кліффорд з Лейнсборо.
Титул успадкував його внук Чарльз Бойл, що став ІІІ графом Корк. Він отримав посади лорд-скарбника Ірландії та лорд-лейтенанта Вест-Райдінг, що в Йоркширі. Після його смерті титули успадкував його єдиний син Річард Бойл, що став IV графом Корк і ІІІ графом Берлінгтон. Відомим він став як лорд Берлінгтон, він був знаменитим архітектором, що опублікував проекти Андреа-Палладіо та Чісвік-Хаус. У нього не було синів і після його смерті в 1753 році титули барона Кліффорд з Лейнсборо та графа Берлінгтон зникли. Маєтки Берлінгтон та Кліффорд успадкувала його дочка Шарлотта Елізабет Бойл, що стала VI баронесою Кліффорд. Вона одружилась з Вільямом Кавендіш – IV герцогом Девоншир. Їхній третій син Джордж Август Генрі Кавендіш отримав титул графа Берлінгтон у 1831 році. 
Титул графа Корк успадкував його троюрідний брат Джон Бойл, що став V графом Оррері та V графом Корк. Він був нащадком третього сина І графа Корк. Крім цього, він успадкував титули барона Брогілла в перстві Ірландії та барона Бойла з Мартсона в перстві Великої Британії. Таким чином він отримав місце в палаті лордів Великої Британії і він і його нащадки мали на це місце право до 1999 року – до прийняття закону про Палату лордів. Він був письменником та другом відомих літераторів свого часу – Джонатана Свіфта, Олександра Поупа, семюеля Джонсона. Титул успадкував його другий син Гамільтон Бойл, що став VI графом Корк. Його обрали депутатом Палати громад парламенту Ірландії, де він представляв Чарлевіль. Потім його обрали депутатом Палати громад Великої Британії, де він представляв Ворвік. Він помер неодруженим у віці 33 років. Титули успадкував його зведений брат Едмунд Бойл, що став VII графом Бойл. Його друга дружина Мері Бойл – графиня Корк створила знаменитий для свого часу салон, що став осередком культурного та інтелектуального життя протягом 50 років. Після смерті Едмунда Бойла в 1798 році титул успадкував його другий син Едмунд Бойл, що став VIII графом Корк. Він став генералом армії і брав участь в наполеонівських війнах.  
Титул успадкував його онук Річард Едмунд Сент-Лоуренс Бойл, що став ІХ графом Корк. Він був сином капітана Чарльза Бойла – віконта Дангарван. Він був політиком, належав до партії лібералів. Служив в уряді під керівництвом лорда Рассела, Вільяма Еварта Гладстона та лорда Розбері. Був міністром охорони дикої природи. Титул успадкував його старший син Чарльз Спенсер Каннінг Бойл, що став Х графом Корк. Був військовим, брав участь у Другій англо-бурській війні. Помер у 1925 році, дітей не мав. Титул успадкував його молодший брат Роберт Джон Ласселс Бойл, що став ХІ графом Корк. Він теж не мав дітей, титул успадкував його двоюрідний брат Вільям Бойл, що став ХІІ графом Корк та ХІІ графом Оррері. Він був онуком його світлості Джона Бойла – третього сина VIII графа Корк. Він був адміралом флоту, брав участь в Другій світовій війні, командував експедицією флоту для захоплення Нарвіка в 1940 році. Він не мав дітей, титул успадкував його племінник Патрік Реджинальд Бойл, що став ХІІІ графом Корк. Він був старшим сином його ясновельможності Реджинальда Кортні Бойла. Він був заступником спікера Палати лордів і заступником голови комітетів Палати лордів у 1973 – 1978 роках. Він не мав дітей і титули успадкував його молодший брат Джон Вільям Бойл, що став XIV графом Корк. 
На сьогодні титулами володіє його старший син Джон Річард Бойл, що став XV графом Корк. Він успадкував титул у 2003 році. 
Родовим гніздом графів Корк є Лікфорд-Хаус, що біля Петворта, Західний Сассекс.
Слід зазначити, що титул графа Корк виникав і раніше – в XIV столітті. Едвард Норвіч – граф Ратленд, перший син Едмунда Ленглі – І герцога Йорк, п’ятого сина короля Англії Едварда ІІІ, фаворита короля Англії Річарда ІІ отримав титул графа Корк у перстві Ірландії. Створення цього титулу не було зафіксоване в королівських грамотах. Але і він, і король Англії Річард ІІ використовували цей титул під час кампанії в Ірландії в 1394 – 1395 роках. У 1397 році він отримав титул герцога Авмейл, але був позбавлений цього титулу 6 жовтня 1399 року внаслідок падіння влади короля Річарді ІІ. Він успадкував від свого батька титул герцога Йорк в 1402 році. Він не мав дітей, тому всі його титули зникли після його загибелі під час битви під Азенкуром в 1415 році. 

## Графи Корк (1620)
- Річард Бойл (1566 – 1643) – I граф Корк
- Роджер Бойл (1606–1615)
- Річард Бойл (1612 – 1698) – I граф Берлінгтон, II граф Корк
- Чарльз Бойль (1639 – 1694) – III віконт Дангарван
- Чарльз Бойл (1674 – 1703) – II граф Берлінгтон, III граф Корк
- Річард Бойл (1694 – 1753) – III граф Берлінгтон, IV граф Корк
- Джон Бойл (1707 – 1762) – V граф Корк, V граф Оррері
- Чарльз Бойль (1729 – 1759) – віконт Дангарван
- Гамільтон Бойл (1729 – 1764) – VI граф Корк, VI граф Оррері
- Едмунд Бойл (1742 – 1798) – VII граф Корк, VII граф Оррері
- Джон Річард Бойл (1765 – 1768) – віконт Дангарван
- Едмунд Бойл (1767 – 1856) – VIII граф Корк, VIII граф Оррері
- Едмунд Вільям Бойл (1798 – 1826) – віконт Дангарван
- Чарльз Бойл (1800 – 1834) – віконт Дангарван
- Річард Едмунд Сент-Лоуренс Бойл (1829 – 1904) – IX граф Корк, ІХграф Оррері
- Чарльз Спенсер Каннінг Бойл (1861 – 1925) – Х граф Корк, Х граф Оррері
- Роберт Джон Ласеллес Бойл (1864 – 1934) – ХІ граф Корк, ХІ граф Оррері
- Вільям Генрі Дадлі Бойл (1873 – 1967) – ХІІ граф Корк, ХІІ граф Оррері
- Патрік Реджинальд Бойл (1910 – 1995) – ХІІІ граф Корк, ХІІІ граф Оррері
- Джон Вільям Бойл (1916 – 2003) – XIV граф Корк, XIV граф Оррері
- Джон Річард Бойл (1945 р. н.) – XV граф Корк, XV граф Оррері

Спадкоємцем титулу є син нинішнього власника титулу Рорі Джонатан Кортне Бойл - віконт Дангарван (1978 р. н.). 